# Farrebique
Série
Biquefarre
(1983)
Pour plus de détails, voir Fiche technique et Distribution.
Farrebique (titre long : Farrebique ou Les Quatre Saisons) est un film français réalisé par Georges Rouquier sorti en 1946.

## Synopsis
À Farrebique, près de Goutrens, dans l'Aveyron (Massif Central), la vie d'une famille de paysans est filmée au rythme des quatre saisons ponctuant leurs activités et leurs relations. Faut-il agrandir la ferme pour le prochain printemps, installer l'électricité ? Le nom de la ferme semble dériver du verbe ferrar, variante farrar = ferrer, plutôt au présent de l'indicatif qu'à l'impératif, et du mot bica = bique, chèvre, bien que ce nom soit moins répandu en occitan que son homologue français. Les chèvres ne se ferrant pas, ce serait une formation facétieuse. Certains ont pensé que ce nom signifiait « la ferme des chèvres », sans argument linguistique suffisant.

## Fiche technique
- Titre : Farrebique ou Les Quatre Saisons
- Réalisation : Georges Rouquier
- Scénario : Georges Rouquier
- Chef-opérateur : André Dantan, assisté de Marcel Fradetal et Jean-Jacques Rebuffat
- Musique : Henri Sauguet
- Montage : Madeleine Gug
- Pays d'origine :  France
- Format : noir et blanc
- Genre : documentaire
- Durée : 90 minutes
- Date de sortie : 
  - France : septembre 1946 (festival de Cannes) ; 11 février 1947 (sortie nationale)
- Affiche : Bernard Lancy (France)

## Autour du film
- Une suite a été tournée en 1984 par le même réalisateur : Biquefarre.

## Distinctions
- Festival de Cannes 1946 : Prix FIPRESCI
- Grand prix du cinéma français 1946
- Mostra de Venise 1947 : sélection en compétition pour le Grand Prix international
- BAFTA Awards 1949 : nomination pour le BAFTA du meilleur documentaire

## Analyse de l'œuvre
Farrebique est un modèle de documentaire, à peine romancé (documentaire-fiction), sur la vie quotidienne de la paysannerie française avant les grandes mutations rurales. Georges Rouquier l'a réalisé en empruntant les méthodes de Robert Flaherty et Jean Rouch. Lui et son équipe ont vécu une année entière dans une ferme du Rouergue, filmant simplement et lyriquement « les travaux et les jours » de ses habitants. Le côté fictif est réduit au minimum ; certains protagonistes s'exprimant même en occitan rouergat. Le réalisateur intègre même des séquences de liaison purement documentaires comme la germination des plantes qui universalisent son propos. Parmi les aspects du film qui sont romancés, on peut citer notamment le fait que Henri, le fils cadet, était déjà marié à l'époque du tournage, alors qu'il est présenté comme célibataire, ce qui permet à Rouquier d'insérer une idylle avec la fille du voisin, ou la mort du grand-père, qui a pu ainsi observer le départ de son cercueil depuis ses fenêtres.
L'aspect linguistique est souvent mal compris par les spectateurs. Les grands-parents s'expriment soit en français, avec une difficulté visible, soit en occitan, et il arrive souvent que les membres des jeunes générations leur répondent en français. Il est logique de penser que Roch et Henri ont été élevés en occitan car on ne comprendrait pas sinon que leurs parents s'adressent à eux dans cette langue. Rouquier n'a pas voulu faire un film en occitan, donc entièrement sous-titré, et s'est contenté de laisser quelques témoignages de la langue du pays ; la vraisemblance fait pourtant penser que l'occitan était la langue de communication ordinaire dans cette famille, au moins pour les deux générations les plus âgées. Seules les deux générations plus jeunes peuvent s'exprimer avec aisance dans le français appris à l'école. Dans le film, le petit-fils Raymondou n'utilise l'occitan que pour commander au chien, mais une personne née dans les campagnes aveyronnaises dans les années trente, comme c'est son cas, parle d'ordinaire la langue du pays.
La structure familiale est étudiée avec autant de soin que les travaux agricoles. C'est ce qu'on appelle la famille-souche, analysée comme d'autres types familiaux  au XIXe siècle par Frédéric Le Play (1806-1882) et plus récemment par Emmanuel Todd (né en 1951). Elle se caractérise par l'existence d'un héritier unique, ordinairement l'aîné des garçons, la cohabitation de plus de deux générations (trois dans le film, avec les enfants de Roch et de son épouse Berthe), le pouvoir du père ou grand-père, tant qu'il est capable de travailler, sur la famille et l'exploitation entière, ce qui amène ses fils ou filles adultes à demeurer sous son autorité, les enfants qui n'héritent pas ayant la possibilité, soit de rester à la maison s'ils ne se marient pas ou tant qu'ils ne sont pas mariés (cas d'Henri), soit de partir gagner leur vie ailleurs. Georges Rouquier, neveu lui-même des grands-parents, mais né dans le Bas-Languedoc, région d'héritage égalitaire, présente ces usages assez défavorablement, en opposant les capacités d'adaptation à la modernité d'Henri, le fils cadet qui n'héritera pas, et le conservatisme, voire le manque de caractère, de Roch, l'héritier. La scène de « l'arrangement de famille » montre le notaire (joué par un agent d'assurance, aucun tabellion local n'ayant souhaité figurer dans un film) acceptant et proposant un compromis supportable entre les valeurs et les usages coutumiers et la rigueur égalitaire du Code civil. Rouquier laisse cependant ce même notaire théoriser l'utilité sociale de l'héritage inégalitaire en ce qu'il permet aux petites exploitations de subsister, puisqu'un partage les rendrait non viables. 
Les problèmes de la paysannerie ne sont qu'entraperçus, et pour contrer le reproche d'archaïsme, l'auteur tournera quarante ans plus tard Biquefarre (1984), en guise d'envers didactique du film précédent.